# Nastola
Nastola és un municipi de Finlàndia, que forma part de la regió de Päijät-Häme. Té 15.083 habitants i una àrea de 362,86 km², 38,67 km² dels quals és aigua.
La zona més poblada del municipi es correspon amb una estreta franja (l'amplada va des dels 500 metres als 2 quilòmetres) que separa la morrena de Salpausselkä de la zona dels llacs. Per aquí passa també la carretera nacional 12 (Rauma-Tampere-Lahti-Kouvola) i la via fèrria que cobreix tot l'est de Finlàndia.
Lloc de naixement de Williams Valtteri Bottas, pilot de Fórmula 1, i, històricament, el lloc és conegut per haver acollit el principal camp de presoners soviètics durant la Guerra d'hivern i de Continuació. Més de 65.000 presoners van passar per aquest lloc.

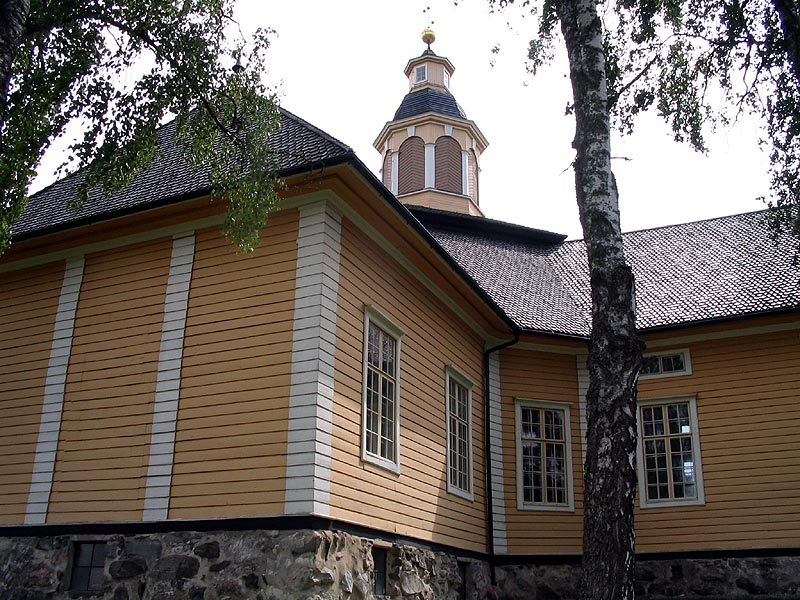
Església de Nastola